# Kevin Martin (Pokerspieler)
Kevin Rob Martin (* 4. Januar 1993 in Alberta) ist ein professioneller kanadischer Pokerspieler und Reality-TV-Teilnehmer.

## Persönliches
Martin stammt aus Lethbridge. Er arbeitete als Moderator einer Radiosendung, gab diesen Beruf jedoch für seine Pokerkarriere auf. Martin nahm an der dritten Staffel der kanadischen Ausgabe von Big Brother teil. Ab März 2017 war er erneut Teilnehmers des Formats und gewann die fünfte Staffel. Martin lebt in Calgary. Er ist seit September 2022 verheiratet.

## Pokerkarriere
Martin spielte online unter dem Nickname GarlicXToast. Von Mai 2016 bis Februar 2019 war er unter dem Nickname KevinM987 Teil des Team PokerStars. Anschließend wechselte er ins Team partypoker, dem er von Mai bis September 2019 angehörte. Sein Spiel kann man regelmäßig auf dem Streamingportal Twitch verfolgen, bei dem Martin rund 130.000 Follower hat. Anfang März 2023 wurde er als bester Streamer mit einem Global Poker Award ausgezeichnet.
Seit 2015 nimmt Martin auch gelegentlich an renommierten Live-Turnieren teil. Im Juni 2016 war er erstmals bei der World Series of Poker im Rio All-Suite Hotel and Casino am Las Vegas Strip erfolgreich und kam beim Colossus in der Variante No Limit Hold’em ins Geld. Mitte Januar 2017 erreichte Martin auch bei der ersten Austragung der PokerStars Championship die Geldränge und belegte im Main Event auf den Bahamas den 134. Platz für ein Preisgeld von über 7000 US-Dollar. Mitte Juli 2017 wurde er beim Wynn Summer Classic im Wynn Las Vegas Vierter und erhielt rund 12.500 US-Dollar. Im Januar 2018 belegte Martin bei einem Event des PokerStars Caribbean Adventures auf den Bahamas den zweiten Platz für ein Preisgeld von mehr als 35.000 US-Dollar. Von Juni bis August 2018 gewann er drei Turniere in Calgary mit Siegprämien von insgesamt mehr als 100.000 Kanadischen Dollar. Ende Oktober 2018 wurde Martin beim Main Event des Run It Up Reno Zweiter und erhielt knapp 50.000 US-Dollar.
Insgesamt hat sich Martin mit Poker bei Live-Turnieren knapp 400.000 US-Dollar erspielt.